# Pelin
Pelinul (Artemisia absinthium L.) este o plantă perenă din familia Asteraceae. 

## Descriere generală
Pelinul este o plantă perenă, ierboasă. Poate atinge o înălțime de 1 - 1,2 m. Frunzele bazale sunt tripenat sectate, cu o lungime de până la 20 cm, iar cele tulpinale, cu lungimi nu mai mari de 10 cm, se simplifică treptat spre vârf. Florile sunt galbene pal și foarte mirositoare. Înflorește în perioada iulie-septembrie. Fructul este o achenă. Este răspândit în Eurasia și Orientul Mijlociu, crescând în special pe terenuri necultivate.
Pelinul alb(Artemisia absinthium)  sau popular “pelinul de mai”plantă erbacee, perena cu frunze compuse,păroase,spintecate, verzi-cenușii pe față, argintii-cenușii pe dos și cu flori galbene, aromate, grupate în capitule mici E răspândit în Europa, Asia și Africa, înalt de 60–120 cm. Cele mai răspândite fiind speciile:.Pelin mic) = plantă asemănătoare cu pelinul cu frunze albe, păroase (Artemisia austriaca); Pelin de mături = plantă erbacee cu flori verzui-brune, dispuse în |capitule| (Artemisia scoparia). Pelinariță,pelinul negru (Artemisia vulgaris); peliniță, varietate de pelin (Artemisia pontica); Artemisia maritima (pelinul de mare),specie frecvent întâlnită în România, în special în jurul lacurilor și al terenurilor inundate. Se distinge prin culoarea alb-albăstruie a tufelor.

## Uz medicinal
Pelinul are numeroase utilizări în medicina umană și veterinară de la noi și din alte țări: excitant al secrețiilor gastrice,antiinflamator al mucoaselor gastro-intestinale, antihelmintic, antidiareic, laxativ, în hipotonie gastrică etc.                                                                                                                                                   Printre cele mai importante proprietăți terapeutice pe care pelinul alb le prezintă, pe care  fitoterapeuții  le enumeră sunt: proprietăți dezinfectante, diuretice, depurative, laxative, vermifuge, antiinflamatoare, stimulente gastric, tonic-amare și cicatrizante (intern și extern). Pelinul alb, întâlnit, aproape la tot pasul în satele românești, conține un tezaur de principii active, dovedindu-și eficiența în tratarea a numeroase afecțiuni. În practica naturistă, încă din vechime, se utilizează frunzele și vârfurile înflorite (lunile iulie-septembrie), când planta are un miros puternic aromat și gust foarte amar.

## Alte întrebuințări
De asemenea, pelinul este o componentă importantă a cunoscutei băuturi spirtoase absint (ca dovadă și numele băuturii, derivat din denumirea latină a plantei).
1 Mai este ziua pelinului. În tradiția populară această plantă are numeroase întrebuințări.

## Literatură
- Werner Dressendörfer: Blüten, Kräuter und Essenzen. Ostfildern 2003, ISBN 3-7995-3509-8.
- H. R. Bode: Über die Rolle der gasförmigen Ausscheidungen beim Zustandekommen der allelopathischen Wirkung des Wermuts (Artimisia absinthim L.) auf seine Nachbarpflanzen. În: Naturwissenschaften. Band 51, Nr. 5. Berlin und Heidelberg 1964.
- Jörg Swadzba: Zur Geschichte des Wermuts. Pharmaziehistorische Untersuchung über Identifizierung, Zubereitung und Anwendung von Arthemisia absinthium L. Marburg an der Lahn 1965 (teză de doctorat).
- Avril Rodway: Kräuter und Gewürze. Tessloff, Hamburg 1980, ISBN 3-7886-9910-8.